# NGC 7358
NGC 7358 is een lensvormig sterrenstelsel in het sterrenbeeld Toekan. Het hemelobject werd op 20 juli 1835 ontdekt door de Britse astronoom John Herschel.

## Synoniemen
- ESO 109-18
- PGC 69664